# Danilo Della Valle
Danilo Della Valle (Capua, 1º febbraio 1983) è un politico italiano.

## Biografia
Laureato in relazioni internazionali alla Seconda Università di Napoli, Della Valle è apprendista pubblicista e collabora come blogger esperto di analisi geopolitiche per "Il Blog delle Stelle" e altre testate cartacee e online.

### Attività politica
Iscritto al Movimento 5 Stelle, Della Valle si candida per un seggio al parlamento europeo alle elezioni europee del 2019 nella circoscrizione Italia meridionale, non risultando eletto malgrado il raggiungimento di 21.700 preferenze.
In occasione delle elezioni politiche del 2022, si candida alla Camera dei deputati nel collegio uninominale di Caserta, classificandosi secondo con 53.484 voti, mancando anche stavolta di poco l'elezione.
Alla tornata elettorale del 2024, Della Valle si candida nuovamente come europarlamentare nella circoscrizione Italia meridionale,  risultando eletto con 29.654 voti.